# مغناطيس المجال
مغناطيس المجال يشير إلى المغناطيس المستخدم لإنتاج المجال المغناطيسي في جهاز ما. يمكن أن يكون مغناطيس دائم أو مغناطيس كهربائي. عندما يكون مغناطيس كهربائي فإنه يشير إلى ملف المجال.
على الرغم من أنه يشير إلى المغناطيس المستخدم في المحرك والمولد إلا أنه قد يشير إلى المغناطيس المستخدم في أي من الأجهزة التاليه:
- منوب
- أنبوب شعاع الكاثود
- دينامو
- محرك كهربائي
- مولد كهربائي
- قطار مغناطيس معلق
- جهاز الإشغال المغنطى
- مرحل
- مكبر صوت
- فاصلة مغناطيسية
- مطيافية الكتلة
- كاشف المعادن
- مسرع جسيمات

## أيضا
- عضو دوار
- عضو ثابت